# Glândula paracnêmis
As glândulas paracnêmis são glândulas de veneno que são encontrados em alguns bufonídeos. Está localizada atrás da tíbia. A espécie mais marcante que possui tais glândulas é o sapo-cururu (Rhinella schneideri). As glândulas são usadas para secretar bufotoxinas para afugentar predadores, como cobras. Para que o veneno seja liberado, é preciso que elas sejam pressionadas.